# Dick Gregory
Richard Claxton (Dick) Gregory (St. Louis (Missouri), 12 oktober 1932 – Washington, 19 augustus 2017) was een Amerikaans burgerrechtenactivist, maatschappelijk criticus, schrijver, ondernemer, komiek en acteur.

## Vroeg leven en persoonlijk
Gregory was een student met talent voor hardlopen en werd door zijn docenten aan de Sumner High School geholpen aan een beurs voor de Southern Illinois University Carbondale. Daar vestigde hij een record op de halve en hele mijl hardlopen. In 1954 werd hij opgeroepen voor militaire dienstplicht bij het United States Army en moest hij zijn opleiding voor twee jaar onderbreken. Hij diende vervolgens anderhalf jaar in Fort Hood (Texas), Fort Lee (Virginia) en Fort Smith (Arkansas).
In het leger begon Gregory zijn carrière als komiek, en nam hij, op aandringen van zijn commandant, deel aan en won hij diverse talentenshows binnen het leger. Na zijn ontslag in 1956 keerde Gregory nog kort terug naar de universiteit, maar viel al snel uit; naar eigen zeggen omdat hij het gevoel had dat de universiteit vooral wilde dat hij hard liep, en niet zozeer dat hij studeerde.
In de hoop om professioneel een carrière te kunnen opbouwen als komiek, verhuisde Gregory naar Chicago, waar hij deel uit maakte van een nieuwe generatie zwarte komieken met onder meer Nipsey Russell, Bill Cosby en Godfrey Cambridge. Ze braken allemaal met de traditionele stereotypische zwarte karakters op het podium. Gregory gebruikte vooral actuele gebeurtenissen in zijn shows, en betrok raciale kwesties in zijn materiaal, bijvoorbeeld: "Segregation is not all bad. Have you ever heard of a collision where the people in the back of the bus got hurt?"
In 1959 trouwde Gregory met Lillian Smith, die hij ontmoet had bij een Afrikaans-Amerikaanse club. Ze zouden elf kinderen krijgen, waaronder Richard jr. die al na twee maanden overleed, en Gregory kreeg ook wel kritiek om zijn veelvuldige afwezigheid als vader.
Eind 1999 werd Gregory gediagnostiseerd met maligne lymfoom - welke hij behandelde met kruiden, vitamines en lichaamsbeweging, naar eigen zeggen met als resultaat dat de kanker in remissie zou zijn gegaan. Op 19 augustus 2017 overleed Gregory op 84-jarige leeftijd in een ziekenhuis in Washington D.C. aan hartfalen.

## Carrière als komiek
In 1958 opende Gregory de Apex Club nachtclub in Illinois, maar deze werd geen succes en bracht hem in financiële problemen. In 1959 ging hij als ceremoniemeester aan de slag bij de Roberts Show Club. Hij trad op als komiek in kleine nachtclubs (vooral met zwarte eigenaars), terwijl hij overdag voor de United States Postal Service werkte. Hij was een van de eerste zwarte komieken die brede bekendheid verkreeg door op te treden voor een blank publiek. In een interview met The Huffington Post beschreef hij zelf de geschiedenis van zwarte komieken als beperkt: "Blacks could sing and dance in the white night clubs but weren't allowed to stand flat-footed and talk to white folks, which is what a comic does."

In 1961 werd Gregory 'ontdekt' door Hugh Hefner terwijl hij in de Roberts Snow Bar in Chicago werkte, terwijl hij de spot dreef met het racisme in de Amerikaanse maatschappij:
Good evening, ladies and gentlemen. I understand there are a good many Southerners in the room tonight. I know the South very well. I spent twenty years there one night.
Last time I was down South I walked into this restaurant and this white waitress came up to me and said, "We don't serve colored people here." I said, "That's all right. I don't eat colored people. Bring me a whole fried chicken."
Then these three white boys came up to me and said, "Boy, we're giving you fair warning. Anything you do to that chicken, we're gonna do to you." So I put down my knife and fork, I picked up that chicken and I kissed it. Then I said, "Line up, boys!"
Gregory schreef het begin van zijn carrière toe aan Hefner, die hem op basis van deze opvoering zou hebben aangenomen om als vervanger van Irwin Corey te werken bij de Chicago Playboy Club.
Zijn eerste televisie-optreden kreeg hij bij de show Tonight starring Jack Paar, een show die bekend stond om het bieden van een podium aan beginnende komieken. Gregory had kritiek op hun beleid ten opzichte van zwarte en blanke komieken, omdat zwarte komieken nooit op de bank werden geïnterviewd door Jack Paar. Dit was voldoende reden om in eerste instantie de uitnodiging te weigeren, maar na verzekeringen dat Gregory, als eerste zwarte komiek, na zijn optreden in de uitzending mocht blijven om met de presentator te spreken, accepteerde hij alsnog. Dit leidde tot opschudding door het hele land. Vervolgens kwam hij vaker op televisie.
Gregory stond bekend om zijn optredens die niet alleen grappig waren, maar ook de spot dreven met de gevestigde orde. Hij maakte veel gebruik van actuele politieke vraagstukken, vooral rond burgerrechten en racisme, en zijn bijdragen worden dan ook in een lijn gezien met andere activisten als Huey P. Newton, Jesse Jackson, Martin Luther King en Bill Cosby.
Gregory werd 82e in de lijst van Comedy Central van 100 beste stand-up komieken aller tijden, en heeft een ster gekregen in de Walk of Fame in St. Louis.

## Activisme en politiek

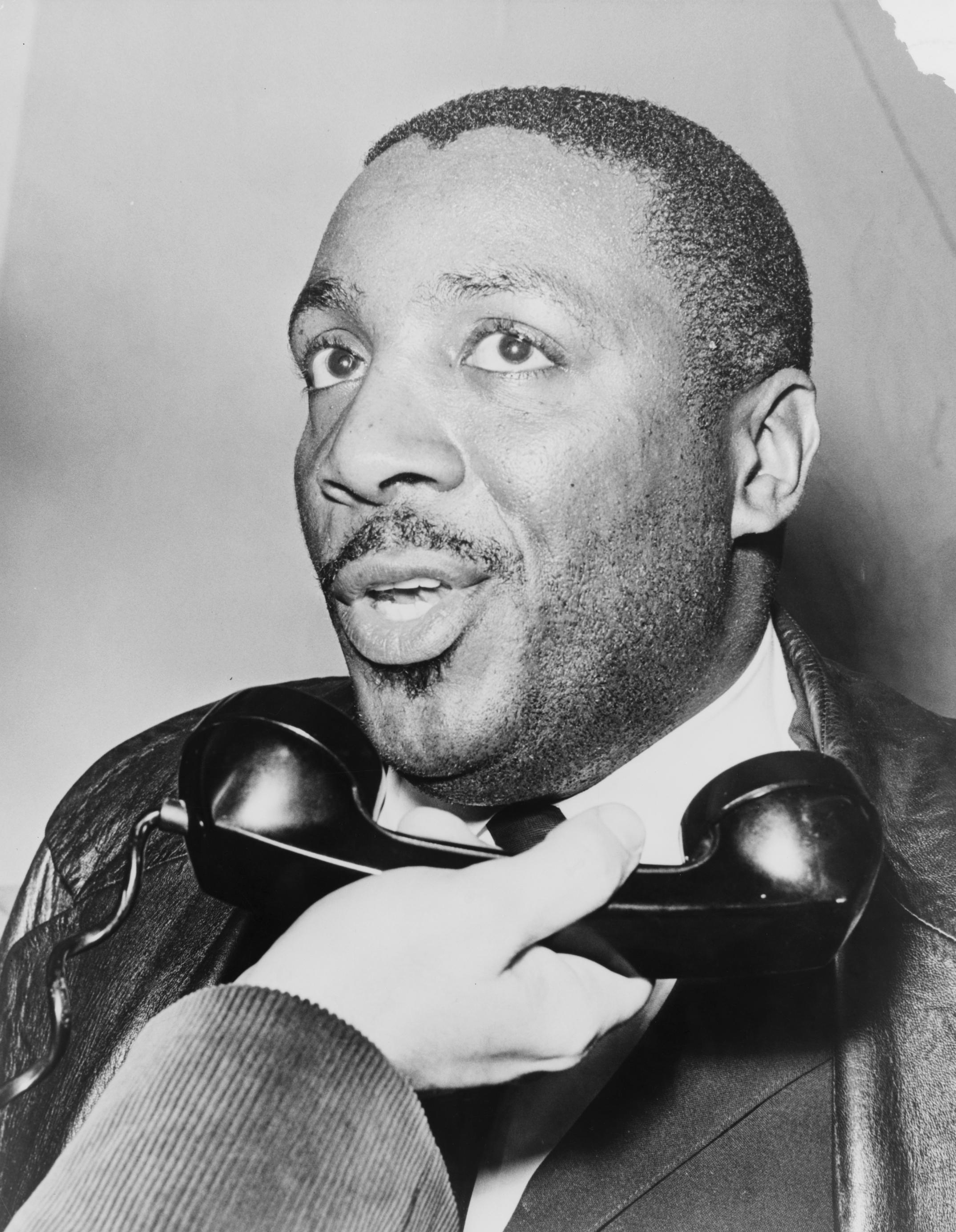
Dick Gregory in 1964

Gregory was een medepresentator van Cathy Hughes, en was een veelgeziene ochtendgast bij het praatprogramma 'The Power' op WOL 1450 AM, eigendom van Hughes' Radio One. Ook verscheen hij regelmatig bij het nationaal uitgezonden programma Imus in the Morning. Hij verscheen over de jaren geregeld in televisieprogramma's en gaf lezingen.
Als activist in de burgerrechtenbeweging nam Gregory in oktober 1963 deel aan de bijeenkomst in Selma (Alabama), en sprak hier voor twee uur, twee dagen voor de oproepen aan kiezers om zich te registreren als kiezer, beter bekend als Freedom Day (7 oktober). In 1964 raakte hij verder betrokken bij activiteiten rond burgerrechten, demonstraties tegen de Vietnamoorlog, economische hervormingen en drugsmisbruik. Als onderdeel van zijn activiteiten ging hij enkele malen in hongerstaking en voerde hij campagne in binnen- en buitenland.
In 1967 was Gregory kandidaat tegenover Richard Daley voor het burgemeesterschap van Chicago. Hij zou deze verkiezingen niet winnen, maar een jaar later was hij alweer kandidaat - dit keer voor het presidentschap van de Verenigde Staten als write-in kandidaat voor de Freedom and Peace Party - een afsplitsing van de Peace and Freedom Party. Hij wist 47.097 stemmen te vergaren - meer dan de partij waarvan ze zojuist waren afgesplitst.
Vervolgens schreef hij het boek Write me in over zijn presidentiële campagne, waarin hij een anekdote deelde over een publiciteitscampagne waarbij nep-dollarbiljetten werden gedrukt met de afbeelding van Gregory in plaats van George Washington. Dit leidde tot opschudding omdat de briefjes ook daadwerkelijk gebruikt werden, en blijkbaar goed genoeg op de echte dollarbiljetten leken om automaten van die tijd voor de gek te houden. Uiteindelijk wist Gregory een federale aanklacht wegens valsmunterij te vermijden.
Korte tijd later werd Gregory een uitgesproken criticus van de bevindingen van de Commissie-Warren dat Lee Harvey Oswald verantwoordelijk was voor de moord op president John Kennedy. Hij was een uitgesproken feminist, en nam in 1978 samen met Gloria Steinem, Barbara Mikulski en andere kiesrechtactivisten de leiding bij de National ERA March for Ratification and Extension in Washington D.C. op Women's Equality Day, waaraan meer dan 100.000 mensen deelnamen voor verlenging van de ratificatiedeadline voor het Equal Rights Amendment op de Amerikaanse grondwet. Uiteindelijk zou het amendement toch niet worden geratificeerd in voldoende staten om van kracht te worden.
In 1979 maakte Gregory zich sterk voor de anti-apartheidsbeweging en deed hij onderzoek naar de moord op Martin Luther King, waarmee hij een commissie van het Amerikaanse Huis van Afgevaardigden wist te bewegen een onderzoek te starten naar de moorden op King en Kennedy. Hij werkte hierbij samen met Mark Lane, een bekende samenzweringsverkondiger, en samen schreven ze het boek Code Name Zorro waarin ze stelden dat de veroordeelde moordenaar niet alleen zou hebben gehandeld. Ook poneerde Gregory onder meer dat de maanlanding nep zou zijn geweest, en dat het algemeen geaccepteerde verslag van de aanslagen op 11 september 2001 incorrect is.
In 1980 reisde Gregory, na de Iraanse gijzelingscrisis op de Amerikaanse ambassade naar Teheran in een poging te onderhandelen over de vrijlating van de gijzelaars, en ging hij daar ook in hongerstaking. Bij terugkomst in de Verenigde Staten zou hij slechts 100 pond (45 kg) wegen.
Sinds eind jaren 80 was Gregory een bekend activist in de gezondheidsindustrie, waarbij hij een dieet met rauw fruit en rauwe groente voorstond. Hij was al vegetariër sinds de jaren 60, en had veel gewicht verloren door extreem vasten, soms voor langer dan 50 dagen. Hij richtte in 1984 Health Enterprises Inc. op, en ontwikkelde een dieetdrank "Bahamian Diet Nutritional Drink" en liep televisieshows af om dit te verkopen en om mensen met zwaar overgewicht te helpen. Hiermee probeerde hij de levensverwachting van Afrikaans-Amerikanen te verbeteren. In 2003 schreven Gregory en Cornel West brieven namens de dierenrechtenorganisatie People for the Ethical Treatment of Animals (PETA) aan restaurantketen KFC om hun processen met dieren te verbeteren.
Ook op latere leeftijd bleef Gregory kritisch op de Amerikaanse maatschappij. Zo stelde hij bij het veertigjarig jubileum van de Voting Rights Act uit 1965 dat de Verenigde Staten hypocriet en goddeloos zijn, omdat het land met 5% van de wereldbevolking maar liefst 96% van de harddrugs zou gebruiken. In 2008 stelde hij dat hij geloofde dat lucht en water opzettelijk werden vervuild met lood en mogelijk mangaan om de zwarte bevolking schade aan te brengen, en dat zulke factoren zouden bijdragen aan het geweld in overwegend zwarte gemeenschappen.

## Discografie
- In Living Black and White (1961)
- East & West (1961)
- Dick Gregory Talks Turkey (1962)
- The Two Sides of Dick Gregory (1963)
- My Brother's Keeper (1963)
- Dick Gregory Running for President (1964)
- So You See... We All Have Problems (1964)
- Dick Gregory On: (1969)
- The Light Side: The Dark Side (1969)
- Dick Gregory's Frankenstein (1970)
- Live at the Village Gate (1970)
- At Kent State (1971)
- Caught in the Act (1974)
- The Best of Dick Gregory (1997)
- 21st Century "State of the Union" (2001)
- You Don't Know Dick (2016)

## Boeken
- Nigger, een autobiografie geschreven samen met Robert Lipsyte, E. P. Dutton, september 1964.
- Write me in!, Bantam, 1968.
- From the Back of the Bus
- What's Happening?
- The Shadow that Scares Me
- Dick Gregory's Bible Tales, with Commentary, a book of Bible-based humor. ISBN 0-8128-6194-9
- Dick Gregory's Natural Diet for Folks Who Eat: Cookin' With Mother Nature! ISBN 0-06-080315-0
- (with Shelia P. Moses), Callus on My Soul: A Memoir. ISBN 0-7582-0202-4
- Up from Nigger
- No More Lies; The Myth and the Reality of American History
- Dick Gregory's political primer
- (with Mark Lane), Murder in Memphis: The FBI and the Assassination of Martin Luther King
- (with Mel Watkins), African American Humor: The Best Black Comedy from Slavery to Today (Library of Black America)
- Robert Lee Green, Dick Gregory, daring Black leader
- African American Humor: The Best Black Comedy from Slavery to Today (editor). ISBN 1-55652-430-7
- "Not Poor, Just Broke", short story

## Filmografie
- One Bright Shining Moment (2006)
- The Hot Chick (2002) als Bathroom Attendant
- Children of the Struggle (1999) als Vernon Lee
- Panther (1995) als Rev. Slocum
- House Party (1990)
- Sweet Love, Bitter (1967) als Richie 'Eagle' Stokes